# Комонду
Комонду (исп. Comondú), полное наименование Сан-Мигель-де-Комонду (исп. San Miguel de Comondú) — посёлок в Мексике, штат Южная Нижняя Калифорния, входит в состав муниципалитета Комонду. Численность населения, по данным переписи 2020 года, составила 132 человека.

## Топонимика
Название Comondú происходит из языка коренных племён народа кочими, населявших полуостров Калифорния, и означает ущелье плавней.

## История
Поселение было основано в доиспанский период и обнаружено в 1685 году исследователями адмиралом Исидро Атондо и отцом-иезуитом Эусебио Франсиско Кино.
В 1708 году здесь была основана миссия Сан-Хосе.